# Stelletta durissima
Stelletta durissima är en svampdjursart som beskrevs av Patricia R. Bergquist 1965. Stelletta durissima ingår i släktet Stelletta och familjen Ancorinidae.
Artens utbredningsområde är Palau. Inga underarter finns listade i Catalogue of Life.